# Musica industriale
La musica industriale, conosciuta spesso con il nome inglese industrial music (o semplicemente industrial), è uno stile di musica sperimentale nato negli anni '70 intorno all'etichetta discografica Industrial Records dei Throbbing Gristle e sviluppato da una ristretta cerchia di artisti inglesi ed americani. Negli anni successivi tale approccio si diffuse in tutto il mondo occidentale ed in parte dell'Asia, evolvendo nelle molte varianti della musica post-industriale.
Parallelamente alle esperienze della Industrial Records, altri artisti svilupparono intuizioni similari, inserendole però in impostazioni più tipicamente rock e meno esplicitamente sperimentali e rumoristiche. Per tali gruppi, la critica musicale utilizzerà in seguito, il termine industrial rock.
I termini "musica industriale", "industrial music" o "industrial", vengono spesso utilizzati genericamente per definire gruppi appartenenti ai vari sottogeneri del panorama post-industriale.

## Caratteristiche principali

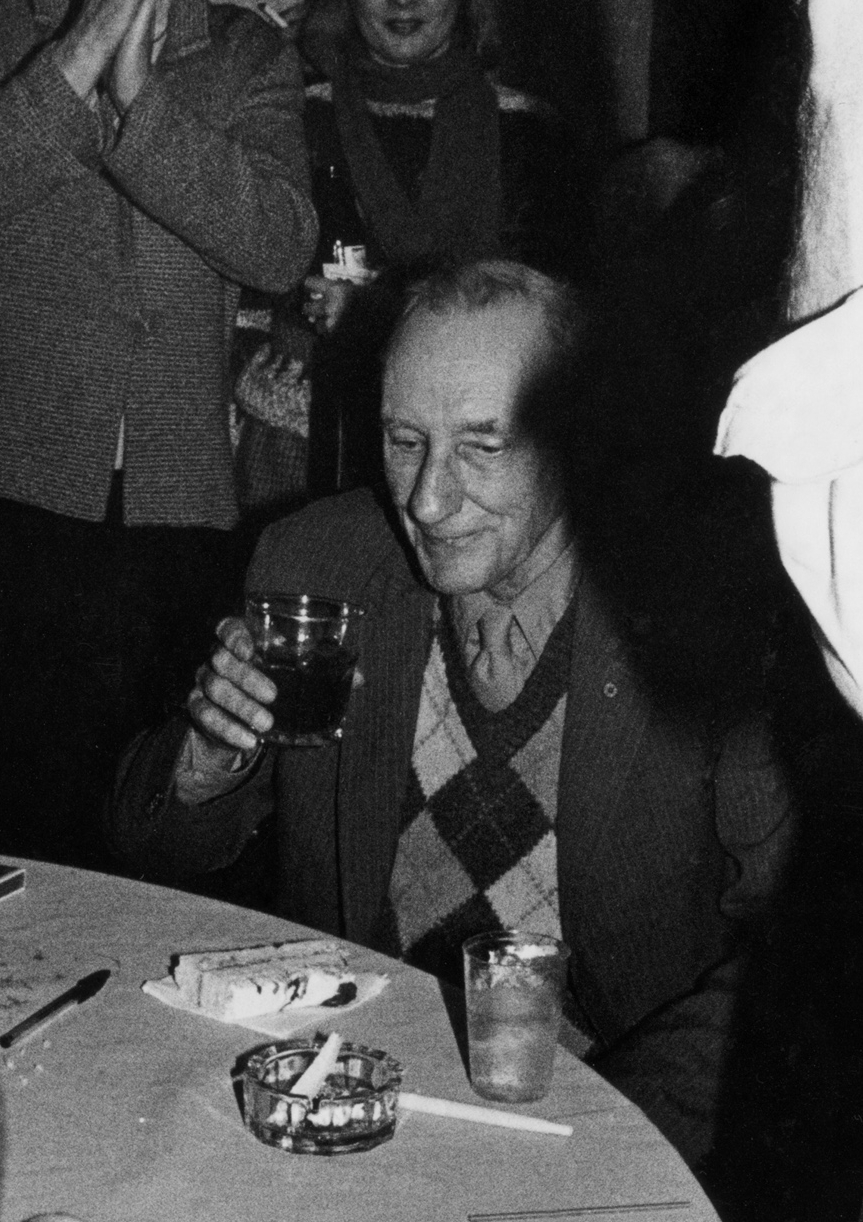
William S. Burroughs, scrittore della Beat Generation che fu a stretto contatto con Genesis P. Orridge.

La musica industrial è uno stile sperimentale di musica elettronica che attinge a tematiche trasgressive e provocatorie. AllMusic la definisce come "la combinazione più abrasiva di rock e musica elettronica" che ai suoi esordi si presenta come una "combinazione di esperimenti elettronici di avanguardia (tape music, musica concreta, rumore bianco, sintetizzatori, sequencer, ecc) e provocazioni punk." Piero Scaruffi parla di una sintonia di vedute dell'Industrial con il punk e con parte della new wave americana, pur applicando una sostanziale sostituzione della classica formazione chitarra, basso, batteria in favore di strumentazioni quasi totalmente elettroniche. "Lo spirito era ribelle e oltraggioso proprio come il punk-rock, ma il suono era difficilmente classificabile all'interno del panorama rock." L'industrial mescola elementi della musica colta con la popular music, traendo inizialmente ispirazione dal krautrock, di gruppi quali Faust, Can e Neu! e dal rock psichedelico, ma anche e soprattutto dall'esperienza che Lou Reed portò con Metal Machine Music, dalle esperienze di musica concreta di John Cage e dalla musica contemporanea di Karlheinz Stockhausen. Pesano poi sul genere influenze quali le avanguardie artistiche del primo '900 (come il dadaismo, il futurismo, il situazionismo, e soprattutto la performance art e Fluxus), la Beat Generation e soprattutto William S. Burroughs e Brion Gysin, i libri di autori dell'ondata new wave della fantascienza degli anni sessanta come Philip Dick e James Graham Ballard, la filosofia postmoderna di Jean Baudrillard, Michel Foucault, Gilles Deleuze e Félix Guattari.
Jon Savage, giornalista e studioso delle controculture, nell'introduzione del Manuale di Cultura Industriale elenca 5 punti che riassumono l'atteggiamento e il modus operandi della scena Industrial:
- Autonomia organizzativa: La ricerca indispensabile di circuiti alternativi sul modello della Mail art per la circolazione di idee e produzioni.
- Accesso all'informazione: La consapevolezza che è sulla base della quantità di informazioni che si riescono a far circolare sulla battaglia che si svolge per la sopravvivenza politica nell'epoca del postmoderno.
- Anti-musica: La rimozione di ogni apparenza di gradevolezza nel tentativo di riformare la canzone pop.
- Utilizzo di elementi extra-musicali: l'utilizzo di voci e immagini rubate dai media ufficiali, applicando in campo musicale ciò che venne teorizzato da William S. Burroughs come tecnica del Cut-up.
- Tattiche di choc: L'uso di tematiche scomode e non popolari.[1]

## Storia del genere

### Precursori
La scena industrial ha tratto ispirazione da una vasta gamma di predecessori. Alexei Monroe, dei Laibach, sostiene che i Kraftwerk sono stati un gruppo particolarmente significativo nello sviluppo dell'industrial come "la prima band di successo ad incorporare una rappresentazione del suono dell'industria in una musica non accademica". Fin dalle origini la musica industrial utilizza strumenti meccanici ed elettronici, e più tardi sintetizzatori, campionatori e drum machine. Sempre Monroe sostiene l'influenza sul movimento dei contemporanei Suicide. 

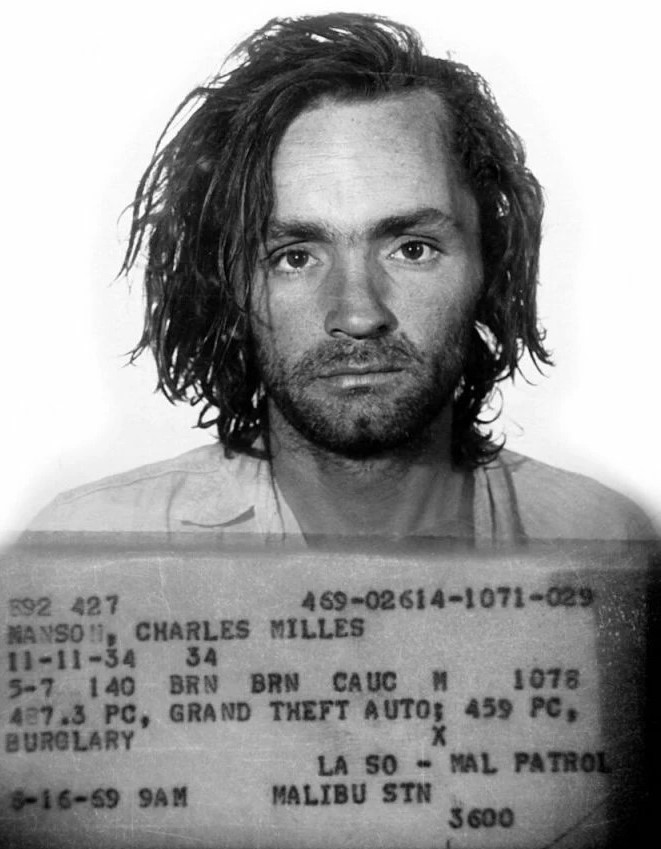
La figura di Charles Manson fu molto utilizzata da Genesis P-Orridge

 Gruppi citati come fonte di ispirazione dai fondatori del movimento Industrial sono i Velvet Underground, i Joy Division e Martin Denny.
Genesis P-Orridge dei Throbbing Gristle vantava una vasta collezione di registrazioni dei Master Musicians of Joujouka, Kraftwerk, Charles Manson e William S. Burroughs. Apprezzava inoltre i Doors, i Pearls Before Swine, i Fugs, Captain Beefheart e Frank Zappa.
Chris Carter apprezzava e traeva ispirazione dai Pink Floyd e Tangerine Dream ed era anche un fan accanito degli ABBA. Z'EV cita John Coltrane, Miles Davis, Tim Buckley, Jimi Hendrix e Captain Beefheart, assieme alla musica Tibetana, Balinese, Javanese, Indiana, ed Africana fra le sue influenze artistiche. I Cabaret Voltaire citano i Roxy Music e i Kraftwerk di Trans Europa Express, la musica concreta e compositori come Morton Subotnick. I Nurse with Wound citano una lunga lista di libere improvvisazioni, il free jazz e il krautrock. Molti gruppi industriali fra cui gli Einstürzende Neubauten prendono ispirazione dalla world music, ma anche da Antonin Artaud.

### Industrial Records

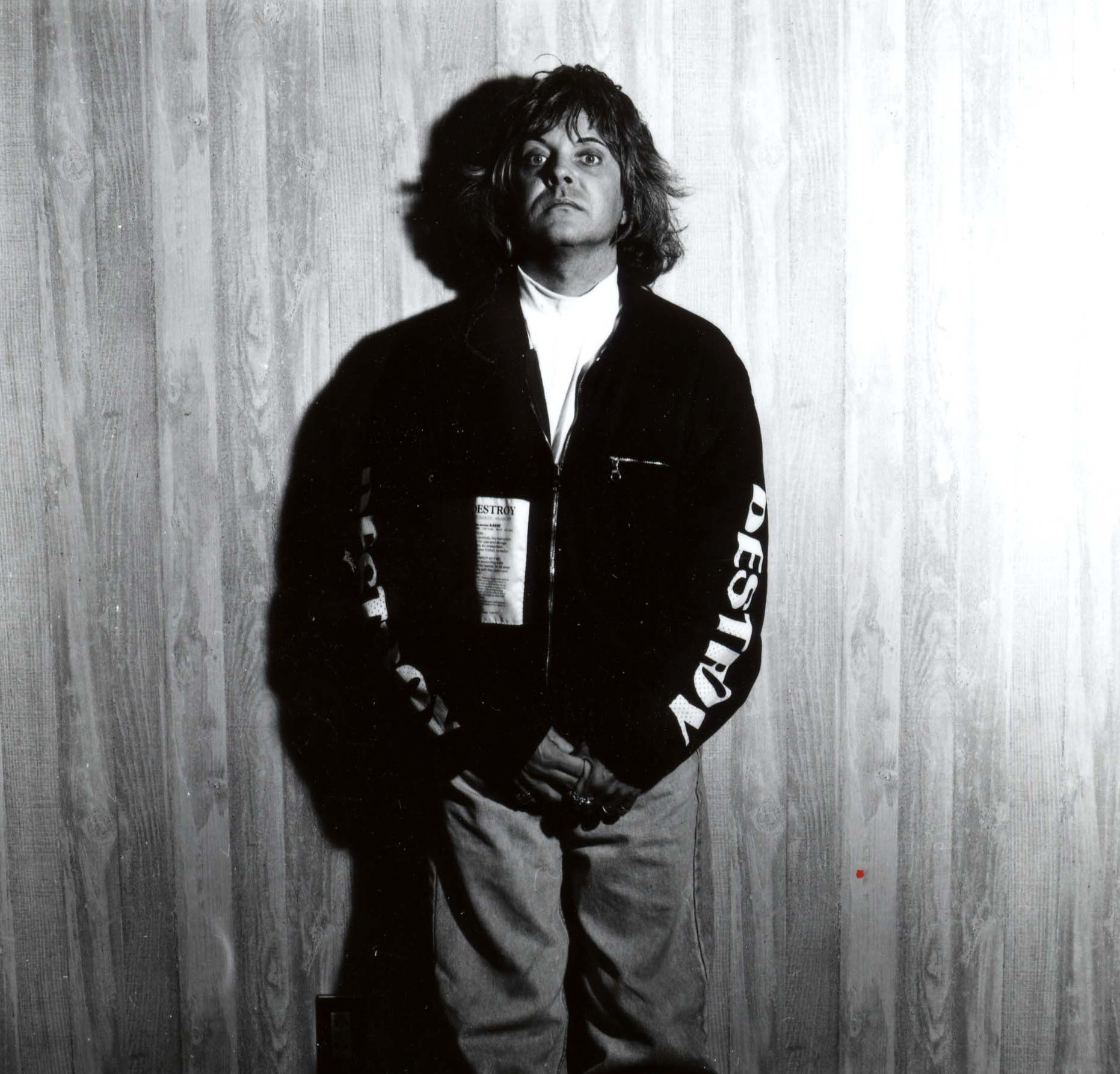
Genesis P-Orridge

Nel 1975 il gruppo di performer inglese COUM Transmissions (1969-1976) che fino a questo momento aveva fatto performance e spettacoli ispirati soprattutto a Fluxus e all'Azionismo Viennese, decide che è arrivato il momento di uscire dal circuito delle gallerie e dei musei per percorrere una nuova strada con la volontà di riformare l'immaginario pop. Il 3 settembre 1975 nacquero i Throbbing Gristle. "Fino ad allora la musica si era basata sul blues e sulla schiavitù, noi pensavamo che fosse il tempo di aggiornarla almeno all'età vittoriana, alla Rivoluzione industriale".
Fu il musicista statunitense Monte Cazazza che nel definire la musica dei Throbbing Gristle coniò il motto "Industrial music for Industrial people" da cui fu preso il nome per la futura etichetta discografica Industrial Records, che altrimenti si sarebbe chiamata Factory Records in onore della Factory di Andy Warhol. I Throbbing Gristle che prendono il loro nome da un modo di dire dello slang della zona dello Yorkshire che vuol dire pressappoco Erezione Fulminante, fecero la loro apparizione nell'ottobre del 1976 in una mostra dal titolo Prostitution che includeva foto molto esplicite di Cosey Fanni Tutti mentre usa assorbenti interni. Il politico conservatore Nicholas Fairbairn dichiarò che era immorale l'utilizzo di fondi pubblici per un gruppo che distrugge la morale della società, definendoli "sabotatori della civiltà". L'esordio dei Throbbing Gristle, Second Annual Report segna i confini musicali della scena (che a sua volta si sviluppa grazie proprio all'incessante lavoro del gruppo, che pubblica fanzine, tiene i contatti con gruppi musicali analoghi in Inghilterra e negli Stati Uniti e pubblica sulla propria Industrial Records i primi lavori di altre band), segnati dall'uso quasi terroristico del rumore, dal rifiuto totale della tecnica musicale, dall'uso di nastri preparati e dal rifiuto quasi totale di qualsiasi forma melodica.
I Throbbing Gristle dichiarano di aver terminato la propria missione nel 1981 e si separano: Genesis P-Orridge e Peter Christopherson fondarono gli Psychic TV, mentre Cosey Fanni Tutti e Chris Carter continuarono la loro avventura musicale insieme con i nomi di Chris & Cosey e Carter Tutti. In seguito Christopherson creò un altro gruppo, i Coil, con un altro precedente membro degli Psychic TV, John Balance.
La prima ondata di artisti comprendeva i Throbbing Gristle da Londra, Cabaret Voltaire di Sheffield, i Legendary Pink Dots dall'Olanda, gli SPK dall'Australia e i californiani Monte Cazazza, Z'EV e Boyd Rice (attivo anche con lo pseudonimo NON).

### Espansione della scena
Di lì a poco emergono nuovi gruppi che pur essendo analoghi sviluppano il genere in direzioni diversissime lavorando sempre con i lati più lugubri e nascosti dell'inconscio della società occidentale, esaminando stati di follia, violenza, degenerazione, patologie e più avanti le scienze occulte, con la freddezza con cui un patologo conduce un'autopsia..

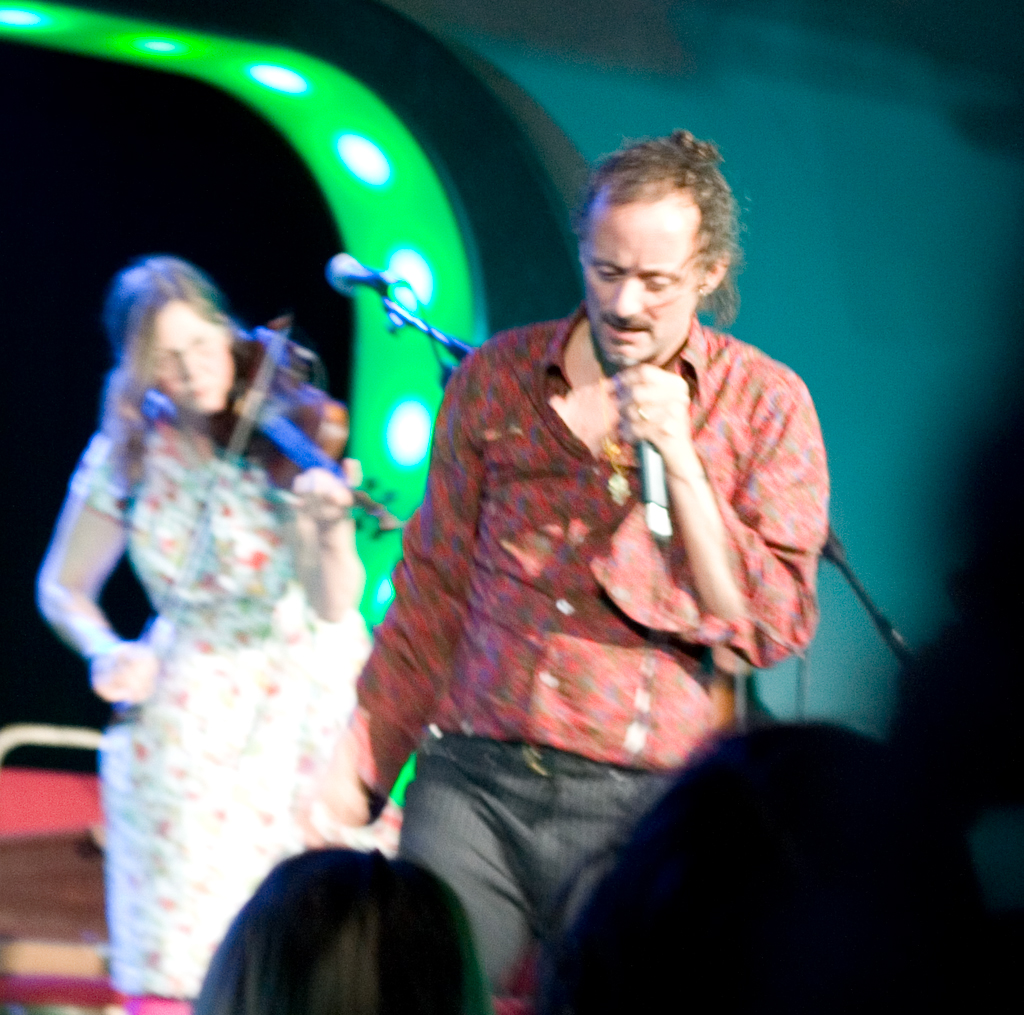
Current 93

 Psychic TV, Nocturnal Emissions, Whitehouse, Nurse with Wound, Coil e Current 93 si muovono soprattutto su un'analisi dell'esoterismo che parte da Aleister Crowley per arrivare ad una nuova consapevolezza apocalittica con l'aspirazione a tendere verso stati elevati di coscienza, mescolando misticismo organico, disperazione esistenziale e pessimismo cosmico..

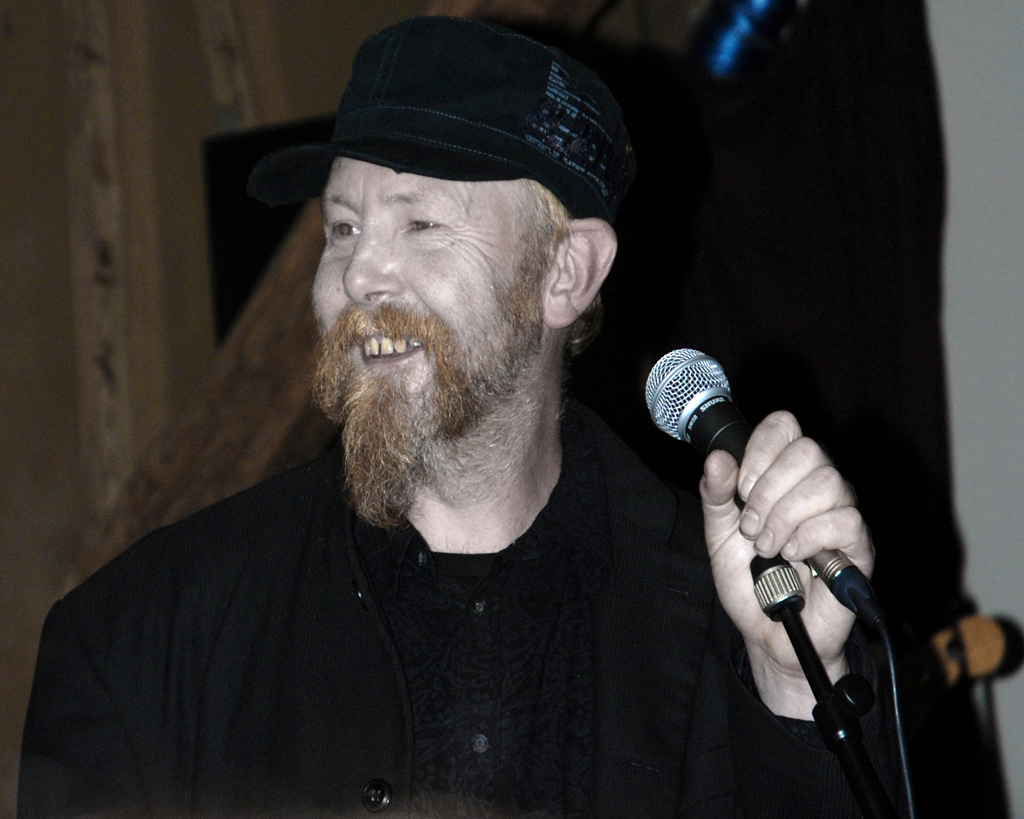
Steve Stapleton degli Whitehouse e Nurse with Wound

 Whitehouse inizia la sua attività con l'intento di "creare la musica più brutale ed estrema di tutti i tempi", che ribattezzeranno presto come power electronics. Steve Stapleton, uno dei co-fondatori di Whitehouse, col progetto parallelo Nurse with Wound sperimenta sculture di rumore e collage di suoni.
Contemporaneamente a queste band di nuovi cantori dei segreti dell'oscurità, altri gruppi esaminano aspetti toccati nel primo periodo dell'industrial quali dinamiche sociali, scientifiche, letterarie e umanistiche.
I Clock DVA, dopo un periodo iniziale in cui elaborano un romanticismo noir isolazionista, si propongono come cantori delle scienze di confine e della cibernetica. James George Thirlwell con lo pseudonimo Foetus costruisce deraglianti immagini sonore che illustrano disagio esistenziale dei bassifondi prima di Londra poi di New York, fungendo da cerniera fra l'Industrial londinese e la No Wave newyorkese, fornendo un modello fondamentale per tutto l'industrial rock americano degli anni novanta.

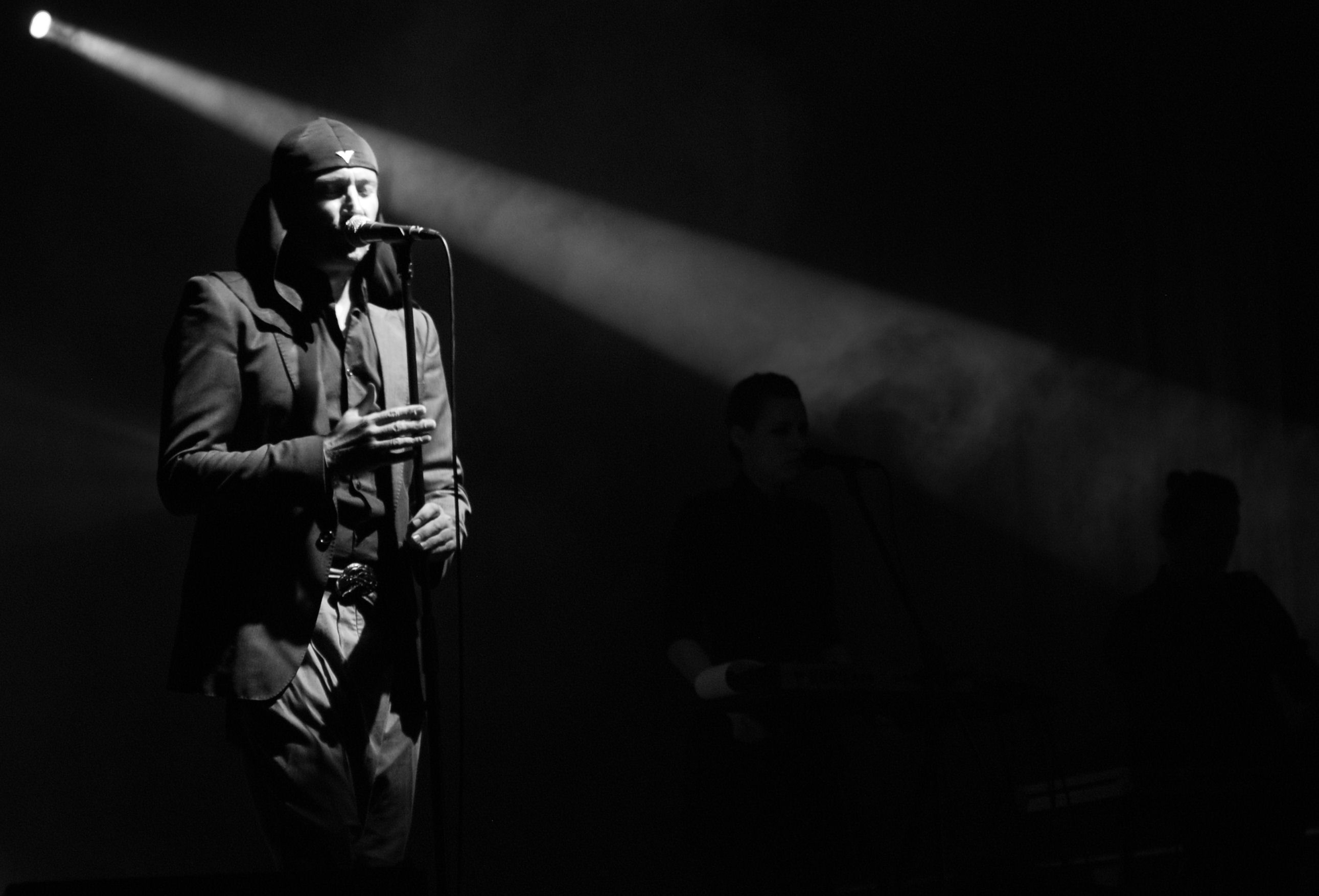
Laibach

 I tedeschi Einstürzende Neubauten diedero origine anche al movimento artistico Die Genialen Dilettanten, usano macchine e materiali di riciclaggio della società industriale fornendo una riscrittura dei lati rimossi della società occidentale. I Test Dept, sempre con un notevole utilizzo di macchine e metalli riciclati, inizialmente portarono nel genere impegno politico e analisi delle società postproduttive, evolvendosi poi in sonorità più legate alla dance di matrice antagonista. Gli sloveni Laibach, nel panorama della vecchia Iugoslavia, intrapresero un'analisi sarcastica e drammatica sui meccanismi di controllo dei sistemi dittatoriali, prendendo a prestito immaginari dello stalinismo, del nazismo, del titoismo, ma anche dal Dadaismo e dal futurismo russo. Slavoj Žižek, filosofo e psicanalista lacaniano, prese le loro difese sostenendo che la loro associazione nel gruppo artistico Neue Slowenische Kunst pratica una sovraidentificazione con il perverso godimento delle autorità nella pratica dell'inquadramento che produce un effetto liberatorio e sovversivo. Gli Italiani Pankow furono autori di un sound aggressivo e cibernetico che anticipò l'EBM.

### Cassette culture e Tape network
Una delle caratteristiche che permisero all'industrial una notevole proliferazione fu la diffusione di tecnologie a basso costo che fornirono una notevole autonomia produttiva e distributiva. Si formarono così una serie di unità operative, che come nodi di una ragnatela sotterranea diventano una vera e propria realtà distributiva parallela ai circuiti ufficiali. Il supporto prediletto qui diventa la cassetta, fino al punto che anni dopo si parlerà di cultura delle musicassette o di Tape network per definire il fenomeno.. Tra il 1981 e il 1985, grazie anche a riviste come la canadese Clem e la statunitense OP, le cassette di infaticabili assemblatori di suoni e rumori impegnavano i servizi postali di tutto il mondo, allestendo compilation a tema, imbastendo collaborazioni a distanza e proponendo progetti totalmente home-made dietro ai quali poteva esserci chiunque. Secondo Vittore Baroni e Fabio De Luca "se l'industrial è stato il punk della musica elettronica, il Tape network e i suoi rumoristi da stanzetta da letto sono stati il punk della cultura industriale". In questo panorama nascono nuovi importanti artisti e nuove scene destinate a crescere. È questo il caso del Japanoise, nazione noise per eccellenza che vede artisti come Merzbow dell'ex critico musicale Masami Akita, Masonna, Hijōkaidan, C.C.C.C., Aube, K2, o della scena Italiana che vede artisti come Maurizio Bianchi, Teho Teardo, Sigillum S, Ain Soph, The Sodality, Mauthausen Orchestra, Laxative Souls, Metadrive, T.A.C., Giancarlo Toniutti, Officine Schwartz, F:A.R., CCC CNC NCN, Zona Industriale e più recentemente Sshe Retina Stimulants, Atrax Morgue, Wertham, Corpoparassita, Deca e Bad Sector e In Francia i Die Form e Étant donnés.
Molte delle label che iniziarono l'attività all'interno del Tape network arrivarono poi alla pubblicazione di album in vinile e CD. È questo il caso della italiana Old Europa Cafe, che dopo aver accumulato un ricco catalogo di album in cassetta, nel 1995 inizia a pubblicare anche su altri supporti o della Minus Habens records.

## La musica post-industriale
(Intervista a Genesis P. Orridge - Edizione italiana a cura di Paolo Bandera, Manuale di cultura industriale, REsearch 1983 - Shake edizioni 1998)
Nel corso degli anni ottanta la scena industriale crebbe notevolmente, dando vita a evoluzioni nello stile e sempre nuove definizioni dei confini, contaminandosi con altri stili e mutando in innumerevoli forme che vanno a costituire oggi la costellazione di generi comunemente definiti come musica post-industriale. Espansasi in tutto il mondo ebbe rappresentanti importanti in Nord America, Europa, e Giappone.I sottogeneri dell'Industrial includono power electronics, Japanoise, neofolk, electro-industrial, Electronic Body Music, Industrial rock, industrial metal e power noise.
Importante e prolifica fu la svolta dei Current 93 e dei Death in June verso il folk, mettendo le basi per la nascita del Neofolk. Così nello stesso momento una certa forma di psichedelia si unisce alla matrice industriale ed elettronica formando generi sperimentali e avanguardistici del tutto nuovi, come i Coil della seconda fase, Legendary Pink Dots, Nurse With Wound, Arktau Eos e Psychic TV.
Verso la fine degli anni ottanta molti sono i gruppi di matrice industriale che giocano con la pratica del crossover, contaminando lo stile con il Rock ed il metal e generando nuove scene. Ebbe particolare importanza in questa svolta il già citato Foetus e la scena no wave newyorkese con gruppi come Big Black e Cop Shoot Cop, la scena inglese con i Godflesh, la scena Svizzera con gruppi come Young Gods e Swamp Terrorists e i Meathead in Italia. Più tardi gruppi come Ministry e Nine Inch Nails cominciarono a fondere l'industrial con sonorità alternative metal, dando vita ad una nuova scena musicale, poi definita come industrial metal. Altri gruppi importanti per lo sviluppo dell'industrial metal sono stati Marilyn Manson, Fear Factory e, più tardi, Rammstein.
Verso la fine degli anni ottanta, la musica industriale diventerà sinonimo di un genere di elettronica più sperimentale e oscuro rispetto al tradizionale, influenzando diversi generi come l'hardcore techno, la techno e la drum and bass. Particolare importanza in questa direzione la ebbe il lavoro di etichette come Ant-Zen e Hands Productions.